# Natasha Bedingfield
Pour les articles homonymes, voir Bedingfield.
Natasha Bedingfield, née le 26 novembre 1981 à Haywards Heath, Angleterre, est une chanteuse de musique pop anglaise. Son premier single intitulé Single est sorti en 2004, suivi de son tube international These Words qui a atteint la première place dans les charts britanniques. Son single américain Unwritten a accédé à la cinquième place du Billboard Hot 100. Elle est la sœur du chanteur Daniel Bedingfield.

## Son enfance et ses débuts
Natasha est née à Haywards Heath dans le Sussex de l'Ouest dans le sud de l'Angleterre mais a été élevée à Lewisham à Londres. Sa famille est d'origine néo-zélandaise. Elle a une sœur, Nikola, et deux frères, Daniel et Joshua.

## Ses enregistrements et sa carrière
Natasha a réalisé un duo avec la chanteuse néerlandaise Esmée Denters et un autre duo plus récent avec le tout jeune chanteur Sean Kingston. En 2010, elle chante avec la rappeuse américaine Nicki Minaj pour la chanson Last Chance de l'album Pink Friday.
Elle chante également sur un single du dernier album du groupe canadien Simple Plan, Jet Lag.

## Vie privée
En mars 2009, elle épouse Matthew Robinson. Le couple a un fils, Solomon (né en décembre 2017). 

## Discographie

### Albums
| Titre                                                               | Ventes et certifications                                                                   | Classement des ventes | Classement des ventes | Classement des ventes | Classement des ventes | Classement des ventes | Classement des ventes | Classement des ventes | Classement des ventes | Remarques                                                               |
| Titre                                                               | Ventes et certifications                                                                   | R-U                   | IRL                   | AUT                   | ALL                   | P-B                   | SUI                   | US                    | FR                    | Remarques                                                               |
| ------------------------------------------------------------------- | ------------------------------------------------------------------------------------------ | --------------------- | --------------------- | --------------------- | --------------------- | --------------------- | --------------------- | --------------------- | --------------------- | ----------------------------------------------------------------------- |
| Unwritten                                                           | - Sortie : 6 septembre 2004 2 août 2005 - Labels : Sony BMG - Formats : CD, téléchargement | 1                     | 4                     | 31                    | 20                    | 16                    | 23                    | 26                    | 111                   | Ventes : 2,5 millions · Royaume-Uni : 3x Platine · États-Unis : Platine |
| N.B.                                                                | - Sortie : 30 avril 2007 - Labels : RCA - Formats : CD, téléchargement                     | 9                     | 14                    | 134                   | 80                    | 13                    | 37                    | —                     |                       |                                                                         |
| Pocketful of Sunshine                                               | - Sortie : 15 janvier 2008 - Labels : Epic - Formats : CD, téléchargement                  | —                     |                       |                       |                       |                       |                       | 3                     |                       |                                                                         |
| Strip Me                                                            | - Sortie : 7 décembre 2010 - Labels : Epic - Formats : CD, téléchargement                  |                       |                       |                       |                       |                       |                       |                       |                       |                                                                         |
| Strip Me Away                                                       | - Sortie : Royaume-Uni 24 mai 2011 - Labels : Sony Music - Formats : CD + DVD              |                       |                       |                       |                       |                       |                       |                       |                       |                                                                         |
| Roll With Me                                                        | - Sortie : Royaume-Uni 30 août 2019 - Labels : Universal Music - Formats : CD              |                       |                       |                       |                       |                       |                       |                       |                       |                                                                         |
| — signifie que l'album a été commercialisé mais n'a pas été classé. |                                                                                            |                       |                       |                       |                       |                       |                       |                       |                       |                                                                         |

### Singles
| Année                                                                 | Single                                   | Classement des ventes | Classement des ventes | Classement des ventes | Classement des ventes | Classement des ventes | Classement des ventes | Classement des ventes | Classement des ventes | Classement des ventes | Classement des ventes | Classement des ventes | Classement des ventes | Classement des ventes | Classement des ventes | Album                 |
| Année                                                                 | Single                                   | R-U                   | IRL                   | ALL                   | NOR                   | FR                    | SUE                   | SUI                   | EU                    | AUS                   | US                    | US (Pop)              | US (Club)             | US (Dance)            | CAN                   | Album                 |
| --------------------------------------------------------------------- | ---------------------------------------- | --------------------- | --------------------- | --------------------- | --------------------- | --------------------- | --------------------- | --------------------- | --------------------- | --------------------- | --------------------- | --------------------- | --------------------- | --------------------- | --------------------- | --------------------- |
| 2004                                                                  | Single                                   | 3                     | 7                     | —                     | 16                    | ×                     | 17                    | —                     | 23                    | 78                    | 57                    | 38                    | —                     | —                     | —                     | Unwritten             |
| 2004                                                                  | These Words                              | 1                     | 1                     | 2                     | 2                     | 19                    | 5                     | 8                     | 3                     | 5                     | 17                    | 9                     | 35                    | 1                     | —                     | Unwritten             |
| 2004                                                                  | Unwritten                                | 6                     | 9                     | 22                    | —                     | ×                     | 32                    | 26                    | 29                    | 26                    | 5                     | 1                     | 1                     | 2                     | 4                     | Unwritten             |
| 2005                                                                  | I Bruise Easily                          | 12                    | 47                    | 46                    | —                     | ×                     | —                     | 53                    | 55                    | ×                     | ×                     | ×                     | ×                     | ×                     | ×                     | Unwritten             |
| 2007                                                                  | I Wanna Have Your Babies                 | 7                     | 8                     | 39                    | —                     | ×                     | 48                    | 100                   | 22                    | 50                    | ×                     | ×                     | ×                     | ×                     | 88                    | N.B.                  |
| 2007                                                                  | Soulmate (featuring Cyril Paulus)        | 7                     | 28                    | 12                    | 8                     | à venir               | —                     | 7                     | 23                    | ×                     | ×                     | ×                     | ×                     | ×                     | 83                    | N.B.                  |
| 2007                                                                  | Say It Again (featuring Adam Levine)     | —                     | —                     | —                     | —                     | ×                     | —                     | —                     | —                     | ×                     | ×                     | ×                     | ×                     | ×                     | ×                     | N.B.                  |
| 2007                                                                  | Love Like This (featuring Sean Kingston) | ×                     | ×                     | ×                     | 44                    | ×                     | 3                     | ×                     | ×                     | ×                     | 11                    | 14                    | —                     | —                     | 28                    | Pocketful of Sunshine |
| 2008                                                                  | Pocketful of Sunshine                    | —                     | ×                     | ×                     | ×                     | ×                     | ×                     | ×                     | ×                     | ×                     | 5                     | 5                     | —                     | 1                     | —                     | Pocketful of Sunshine |
| — signifie que le single a été commercialisé mais n'a pas été classé. |                                          |                       |                       |                       |                       |                       |                       |                       |                       |                       |                       |                       |                       |                       |                       |                       |
| 2010                                                                  | Touch                                    | —                     | ×                     | ×                     | ×                     | ×                     | ×                     | ×                     | ×                     | ×                     | ×                     | ×                     | ×                     | ×                     | ×                     | Strip Me              |

### Participations
| Année | Single                       | Artiste     | Classement des ventes | Classement des ventes | Classement des ventes | Classement des ventes | Classement des ventes | Remarques                                     |
| Année | Single                       | Artiste     | R-U                   | IRL                   | SUE                   | SUI                   | AUS                   | Remarques                                     |
| ----- | ---------------------------- | ----------- | --------------------- | --------------------- | --------------------- | --------------------- | --------------------- | --------------------------------------------- |
| 2004  | Do They Know It's Christmas? | Band Aid 20 | 1                     | 1                     | 2                     | 7                     | 9                     | Single caritatif contre la famine au Darfour. |
| 2008  | Bruised Water                | Chicane     |                       |                       |                       |                       |                       |                                               |
| 2010  | Last Chance                  | Nicki Minaj |                       |                       |                       |                       |                       |                                               |

### Singles promotionnels
- 2006 : The One That Got Away (uniquement diffusé dans les clubs américains)

## Filmographie
- 2004 : Natasha Bedingfield: Unwritten - Original Version (court métrage) : elle-même
- 2005 : Bons baisers de Russie (jeu vidéo) : Elisabeth Stark (voix)
- 2005 : Natasha Bedingfield: Unwritten - US Version (court métrage) : elle-même
- 2007 : Natasha Bedingfield: Soulmate (court métrage) : elle-même
- 2011 : Rascal Flatts: Easy (court métrage)
- 2011 : The Dinah Girls (téléfilm) : elle-même
- 2012-2013 : Web Therapy (série télévisée) : Gemma Pankhurst-Jones (4 épisodes)

## Anecdotes
La chanteuse a enregistré sa chanson Pocketful of Sunshine en Simlish (la langue parlée dans les jeux Les Sims 2) pour la promotion du disque additionnel Quartier libre sorti le 28 février 2008.
La musique Pocket Full of Sunshine fait partie de la BO du film L'Abominable Vérité (titre original : The Ugly Truth).
Cette chanson fait également partie du film Easy A avec Emma Stone qui en fait sa propre adaptation.
Natasha Bedingfield a également fait la BO de Morning Glory (2011) avec son titre Strip me. Son titre Unwritten fait partie de la BO de Quatre filles et un jean avec Blake Lively.
En 2011, elle est l'une des têtes d'affiche du festival lesbien californien, le Dinah Shore.